# Melvin Sanders
Melvin Ray Sanders (Liberal, 3 gennaio 1981) è un ex cestista statunitense naturalizzato georgiano, professionista nella NBA e in Europa.

## Palmarès

### Squadra
- Campione CBA (2004)
- Coppa di Francia: 1

Pau-Orthez: 2007

### Individuale
- All-CBA Second Team (2005)
- CBA All-Defensive First Team (2005)